# Denver and Rio Grande Western Railroad

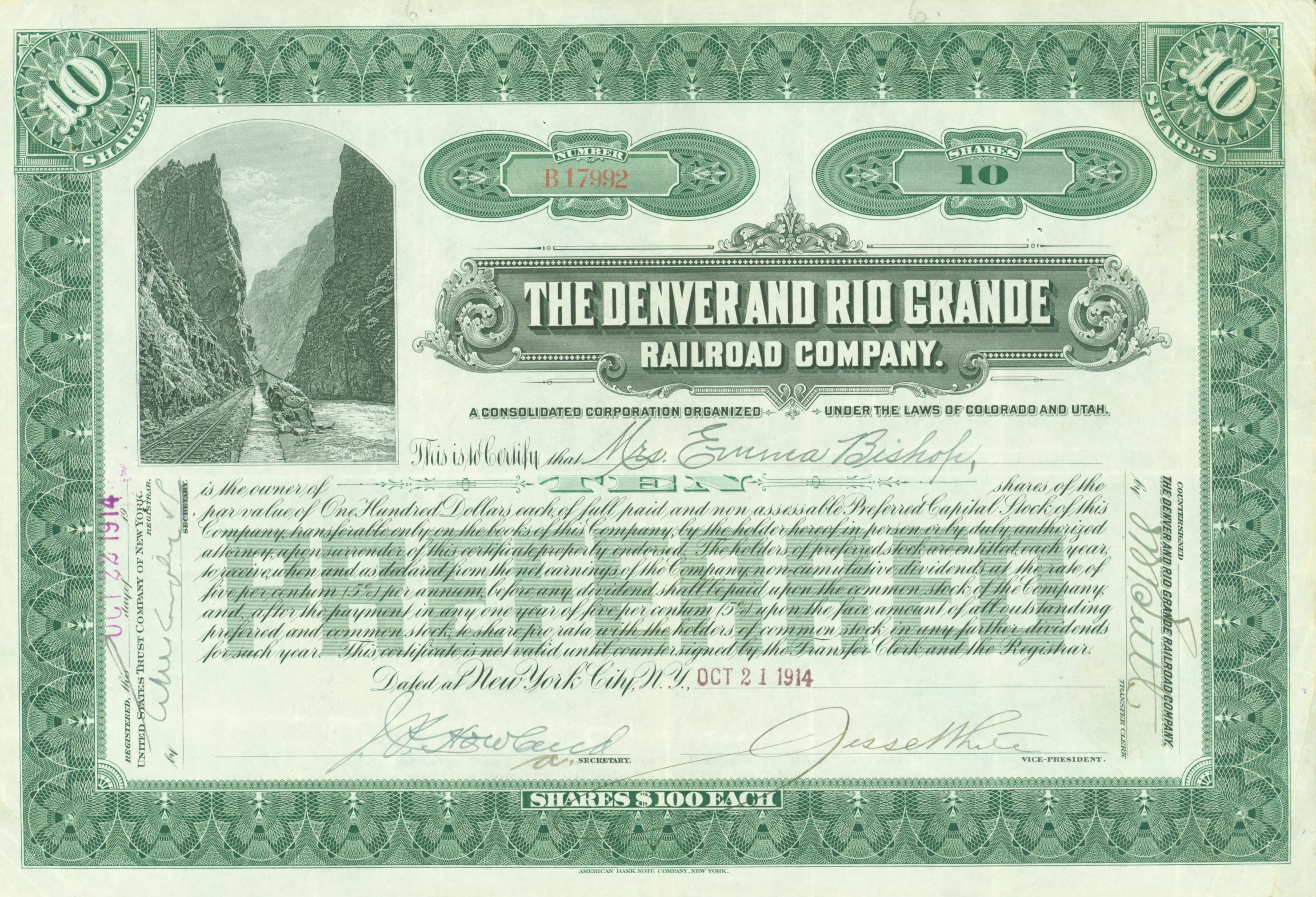
Action de la Denver and Rio Grande Railroad Company en date du 21 Octobre 1914.

Le Denver and Rio Grande Western Railroad (sigle AAR: DRGW), généralement appelé Rio Grande, était un chemin de fer américain de classe I qui commença sa carrière sous le nom de Denver and Rio Grande Railroad en 1870. Sa ligne à écartement étroit quittait Denver pour se diriger vers le sud. Le réseau D&RGWen reliant Denver, Colorado à Salt Lake City, Utah, assurait une portion de la ligne transcontinentale qui passait à travers les Montagnes Rocheuses. Il adopta d'ailleurs le slogan: Through the Rockies, not around them. Son activité était principalement tournée vers le transport de charbon et de minerais. Le Rio Grande était l'archétype du chemin de fer de montagne, exploitant la ligne ferroviaire principale la plus élevée des États-Unis, avec le col du Tennessee Pass (3 120 m), ainsi que les fameuses routes via la Royal Gorge, ou via le Moffat Tunnel. À son apogée vers 1890, le D&RGW avait le plus grand réseau à voie étroite d'Amérique du Nord. Connu pour son indépendance, le D&RGW exploita le dernier train privé de voyageurs sur long parcours des États-Unis, le Rio Grande Zephyr.
En 1988, sa maison mère, la Rio Grande Industries, racheta la Southern Pacific Transportation Company ; le nom plus fédérateur de Southern Pacific fut choisi pour la nouvelle entité, au détriment du Rio Grande.

## Histoire

### Les origines
Le Denver and Rio Grande Railroad (D&RG) fut fondé en 1870 par le Général William Jackson Palmer qui avait l'intention de relier Denver à Mexico. L'écartement étroit fut choisi, car il était moins cher que l'écartement standard et qu'il était plus approprié à la montagne. Une lutte acharnée eut lieu entre 1877-1880 avec l'Atchison, Topeka and Santa Fe Railway pour aller vers Raton pass. Les deux rivaux engagèrent des bandits armés et achetèrent des politiciens. En juin 1879, le Santa Fe défendit sa rotonde de Pueblo sous le commandement de Bat Masterson; à cette occasion le trésorier du D&RG, R. F. Weitbrec, alla jusqu'à payer les défenseurs pour qu'ils partissent. Finalement le Santa Fe gagna le droit de passage via le Raton Pass.
De son côté, le D&RG dépensa 1,4 million de dollars dans la construction de sa voie ferrée dans la Royale Gorge de la rivière Arkansas pour arriver à la région minière de Leadville, Colorado. Par la suite, le D&RG se focalisa sur l'exploitation lucrative des mines de l'Ouest.

### La Royal Gorge Route

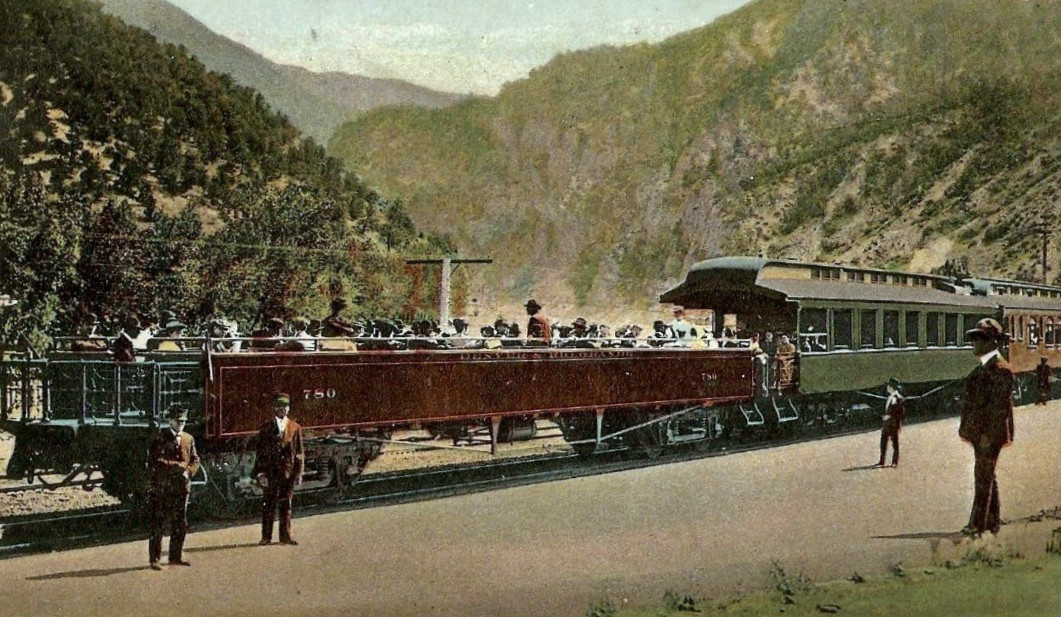
Voiture panoramique ouverte sur la Royal Gorge Route durant la saison estivale, vers 1911.

En 1874, le D&RG relia Pueblo à Cañon City vers l'ouest. La ligne traversa la Royal Gorge pour atteindre Salida le 20 mai 1880, puis elle fut prolongée jusqu'à Leadville (cité minière) la même année. De Salida, le D&RG poussa vers l'ouest pour franchir le Marshall Pass à 3 305 m d'altitude, et atteindre Gunnison le 6 août 1881. De Gunnison la ligne entra dans le Black Canyon de la rivière Gunnison, puis croisa la fameuse Curecanti Needle figurant par la suite sur l'emblème de la compagnie avec le slogan Scenic Line of the World. La ligne quitta les difficultés croissantes du canyon à Cimmaron et franchit le Cerro Summit pour atteindre Montrose le 8 septembre 1882. De Montrose la ligne partait vers Delta au nord, atteignant Grand Junction en mars 1883; avec une connexion au Rio Grande Western Railroad, cela acheva une liaison transcontinentale à voie étroite jusqu'à Salt Lake City (Utah). La ligne Pueblo / Leadville fut mise en 3 rails en 1887 pour permettre une exploitation à la fois sur écartement étroit ou standard. En 1890, le D&RG avait la plus grande ligne à voie étroite d'Amérique du Nord. D'autres embranchements à voie étroite furent construits vers Crested Butte, Lake City, Ouray et Somerset.

### La San Luis Valley Route
La poussée vers l'ouest du R&RG se fit également à partir de Walsenburg, situé au sud de Pueblo, pour franchir le Old La Veta Pass en 1877. Le dépôt, situé à plus de 2 900 m d'altitude, pouvait se vanter d'être le plus élevé des chemins de fer à voie étroite.
Il atteignit Alamosa en 1878. De là, une ligne partait vers Antonito au sud, pour finalement atteindre Santa Fe, tandis qu'une autre allait vers l'ouest jusqu'à Creede. Une ligne reliait Alamosa à Salida au nord.
À partir d'Antonito, la ligne franchissait le Cumbres Pass (en) à 3 052 m d'altitude, le long de la frontière entre le Colorado et le Nouveau-Mexique, pour atteindre Durango en août 1881. Cette ligne à voie étroite continuait vers le nord jusqu'à la riche région minière de Silverton dès juillet 1882.
Une ligne fut également construite de Durango vers Farmington au sud.

### Le Tennessee Pass
Le D&RG décida de relier les mines de la région d'Aspen, avant que son rival, le Colorado Midland Railway ne le fît. Ainsi il partit de Leadville en direction du nord-ouest pour franchir le Tennessee Pass à 3 121 m d'altitude, descendit le Glenwood Canyon jusqu'à Glenwood Springs, et de là il atteignit Aspen en octobre 1887. Le D&RG et le Colorado Midland s'unirent pour construire une ligne entre Glenwood Springs et Grand Junction.
La section Leadville / Grand Junction via Glenwood Springs, considérée initialement comme secondaire, fut mise à l'écartement standard en 1890, ce qui en fit la route principale par rapport à celle à voie étroite via Marschall Pass, qui fut déclassée en route secondaire. Un des slogans du Rio Grande fut Through the Rockies, not around them.

### Le Denver and Rio Grande Western D&RGW
Une petite compagnie, initialement appelée Denver and Rio Grande Western Railway, construisit une ligne à voie étroite entre Ogden, Utah, Soldier Summit, Utah et Grand Junction. La compagnie prit le nom de Rio Grande Western Railway en 1889, à la suite d'un plan de financement visant à mettre la voie étroite en voie standard, et à construire de nouvelles lignes pour atteindre les lucratifs gisements de charbon de l'Utah. En 1901, le D&RG fusionna avec le Rio Grande Western pour donner le Denver and Rio Grande Western D&RGW, qui fut consolidé en 1908.
Cependant le chemin de fer fut fragilisé par des spéculateurs qui utilisèrent ses capitaux pour financer la construction du Western Pacific Railroad. Durant la Première Guerre mondiale, l'United States Railroad Administration (USRA) prit le contrôle du D&RGW. En 1918, le D&RGW fut placé en redressement judiciaire après la banqueroute du Western Pacific. La nouvelle compagnie du Denver and Rio Grande Western Railroad (D&RGW ou DRGW) émergea en 1920.

### La route de Moffat
En 1931, le D&RGW fit l'acquisition du Denver and Salt Lake Western Railroad; cette compagnie filiale du Denver and Salt Lake Railway (D&SL), n'était qu'un nom, mais elle venait d'acheter le droit de construire une connexion de 64 km entre le D&RGW et le Denver and Salt Lake. Après des années de négociations, le D&RGW gagna le droit de passage sur le D&SL entre Denver et ce nouveau raccourci. En 1932, le D&RGW commença la construction du raccourci de Dotsero Cutoff; il partait de Dotsero (contraction de "Dot Zero") pour remonter le Colorado River jusqu'à Bond, en un lieu nommé Orestod (Dotsero écrit à l'envers). La construction fut terminée en 1934.
Le D&RGW fit à nouveau banqueroute en 1935. Il réapparut en 1947 et fusionna avec le D&SL le 3 mars 1947. Cela lui donna le contrôle de ligne du "Moffat Road" grâce au Moffat Tunnel, ainsi qu'une ligne entre Bond et Craig, Colorado au nord-ouest.
Jusqu'à la fin de la Seconde Guerre mondiale, la fortune du D&RGW reposait étroitement sur la demande de charbon. Le trafic chuta jusqu'à un niveau critique, lorsque la ville de Denver abandonna le charbon au profit du gaz et du pétrole pour se chauffer. Parfois, un seul train hebdomadaire circulait pour apporter des moutons et du bétail au marché de Denver. Mais avec le choc pétrolier de 1973 et le quadruplement du prix du baril, le charbon redevenait intéressant. Le charbon de Yampa qui avait une valeur énergétique bien plus importante que celui du bassin de la rivière Powder de l'Union Pacific, permit le retour en force du Rio Grande.

### Les trains rapides de 1950 à 1983: "fast freight" etCalifornia Zephyr

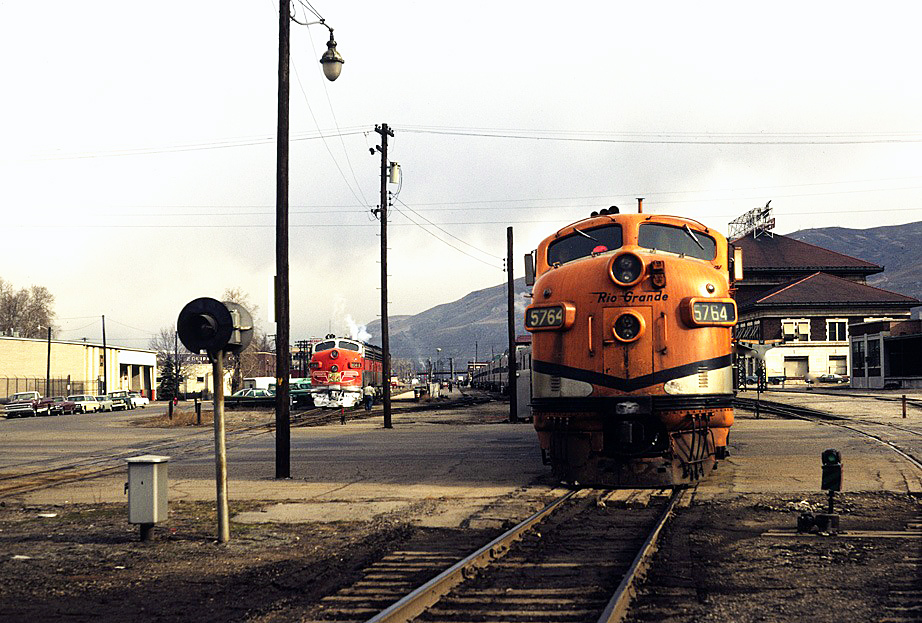
Locomotive du California Zephyr en 1970.

Finalement libéré de ses problèmes financiers, le D&RGW possédait enfin une route directe entre Denver et Salt Lake City ; le détour par le sud via Pueblo et le Tennessee Pass n'était plus envisagé pour un service rapide. Mais un problème demeurait toujours : pour un service transcontinental, la ligne de l'Union Pacific, construite plus au nord dans une région moins montagneuse, permettait de gagner plusieurs heures. La solution du D&RGW fut la politique du "fret rapide" ("fast freight"), qui utilisait des locomotives diesels en unités multiples pour tracter des trains courts et fréquents. Cette politique permit de comprendre pourquoi le D&RGW, en dépit de sa proximité avec les régions minières les plus productives de la nation, retira ses locomotives à vapeur pour acheter, aussi vite que ses finances le permettaient, de nouvelles locomotives diesels. En 1956, les locomotives à vapeur à écartement standard furent retirées et détruites. Car contrairement aux locomotives à vapeur, les diesels pouvaient facilement être couplées en unités multiples, pour équiper chaque train avec la puissance optimale requise, afin d'accomplir le programme agressif du D&RGW. Le D&RGW fort de sa situation géographique unique, qualifia son California Zephyr de « train de voyageurs le plus réputé au monde ». Il était exploité conjointement d'une part avec le Chicago, Burlington and Quincy Railroad (CB&Q) entre Chicago et Denver, et d'autre part avec le Western Pacific Railroad entre Salt Lake City et Oakland, avec des correspondances par ferry et autocar jusqu'à San Francisco. Incapable de concurrencer les 39 heures mises par l'Union Pacific sur sa route plus rapide et moins montagneuse, le California Zephyr offrait un voyage plus paisible, une "croisière sur rail", avec vue sur les montagnes Rocheuses. Bien que le California Zephyr circulât à pleine capacité depuis sa création en 1949, il ne dégagea qu'un faible bénéfice jusqu'à la fin des années 1950; au milieu des années 1960, il devint profitable en ne circulant qu'entre la fin du printemps et le début de l'automne. En 1970, le Western Pacific annonça plusieurs millions de dollars de pertes et cessa son activité. Pourtant le D&RGW refusa de rejoindre l'Amtrak et continua d'exploiter son Rio Grande Zephyr entre Denver et Salt Lake City jusqu'en 1983.
Même si le D&RGW utilisait la meilleure technologie sur ses voies standards pour concurrencer les autres transporteurs transcontinentaux, il continuait d'exploiter quelques lignes étroites en traction vapeur comme celle de Durango à Silverton. Bien que toutes les voies étroites restantes furent abandonnées dans les années 1960 et 1970, deux des routes les plus pittoresques furent vendues à des chemins de fer touristiques. Elles sont toujours en exploitation de nos jours sous le nom de Cumbres and Toltec Scenic Railroad et de Durango and Silverton Narrow Gauge Railroad.

### La fusion avec le Southern Pacific
En 1988, la compagnie Rio Grande Industries qui contrôlait le D&RGW sous la direction de Philip Anschutz, acheta le Southern Pacific Railroad. La compagnie choisit le nom de Southern Pacific (SP) à cause de sa renommée parmi les transporteurs ferroviaires.
À partir de cette période, la politique du "fast freight" chère au D&RGW, laissa la place à la pratique bien établie du SP de faire circuler des trains longs et lents, consommant moins de fioul. Le Rio Grande adopta également les vieilles SD 40 T-2 et SD 45 T-2 à 6 essieux moteurs du Southern Pacific; en effet ces machines en version Tunnel Motors faisaient merveille dans les longs tunnels grâce à leurs radiateurs positionnés près du sol pour aspirer l'air frais et éviter les fumées chaudes rejetées en hauteur.
Au cours des années 1990, le D&RGW perdit beaucoup de sa compétitivité vis-à-vis des autres transporteurs transcontinentaux, et son activité devint largement dépendante de son acheminement de charbon de haute qualité produit par les mines de l'Utah.

### La fusion avec l'Union Pacific
Le 11 septembre 1996, Anschutz vendit le nouveau SP à l'Union Pacific, en partie pour répondre à la récente fusion du Burlington Northern Railroad et du Santa Fe formant le Burlington Northern and Santa Fe Railway (BNSF).
Au fur et à mesure que l'Union Pacific absorbait le D&RGW dans son réseau, les traces de l'existence de ce légendaire chemin de fer des montagnes disparaissaient. Le 1er décembre 2006, la dernière locomotive d'origine du D&RGW no 5371 entièrement en livrée Rio Grande, était toujours exploitée pour un service local et d'appoint à Helper (Utah). L'Union Pacific décida qu'elle resterait en livrée DRGW jusqu'à sa radiation et qu'elle serait ensuite donnée à un musée. L'Union Pacific dévoila récemment une EMD SD70ACe immatriculée UP 1989 et peinte dans une version stylisée de la livrée DRGW. Cette machine constitue une des nombreuses SD70ACe que l'UP a peintes pour préserver l'identité des différents chemins de fer qu'il absorba: Missouri Pacific Railroad (MoPac), Missouri-Kansas-Texas Railroad, Chicago and North Western Railway, Western Pacific Railroad, Southern Pacific Railroad, et Denver and Rio Grande Western Railroad.
La ligne du Tennessee Pass, jugée trop montagneuse pour de gros tonnages de fret, fut fermée. La seule ligne transcontinentale du Rio Grande qui reste en service est la Moffat Road. Cette ligne principale à travers les Rocheuses est la pérennisation du rêve de Moffat.

## Le matériel roulant
En 1948, la société disposait de 318 locomotives à vapeur, 62 locomotives diesel, 179 voitures et 14.662 wagons. En 1962, il y avait 22 locomotives à vapeur, 257 locomotives diesel, 96 voitures et 12.386 wagons.

## Les trains de voyageurs
Le tableau montre quelques trains de voyageurs du D&RGW passenger trains. Les trains circulant vers l'ouest ont des numéros impairs et ceux vers l'est pairs.
| Numéros | Noms                       | Destinations                            | Années de service    |
| ------- | -------------------------- | --------------------------------------- | -------------------- |
| 1/2     | Royal Gorge                | Denver-Grand Junction (via Royal Gorge) |                      |
| 5/6     | The Exposition Flyer       | Chicago-Oakland                         | 1939-1949            |
| 5/6     | California Zephyr (Amtrak) | Chicago-Oakland                         | 1983-                |
| 7/8     | Prospector                 | Denver-Salt Lake City/Ogden             | 1941–1942; 1945–1967 |
| 9/10    | Yampa Valley Mail          | Denver-Craig                            |                      |
| 17/18   | California Zephyr          | Chicago-Oakland                         | 1949-1970            |
| 17/18   | Rio Grande Zephyr          | Denver-Salt Lake City                   | 1970-1983            |
| 19/20   | Mountaineer                | Denver-Grand Junction-Montrose          | 1936-1959            |
| 115/116 | San Juan Express           | Alamosa-Durango                         | 1881-1951            |
| 315/316 | Shavano                    | Salida-Gunnison                         | 1937-1940            |
| 461/462 | Silverton                  | Durango-Silverton                       | 1882-1981            |
| ?/?     | Ski Train                  | Denver-Winter Park                      | 1940-2009            |